# Uzlovsky (huyện)
Huyện Uzlovsky (tiếng Nga: ? райо́н) là một huyện hành chính tự quản (raion), của Tỉnh Tula, Nga. Huyện có diện tích 611 kilômét vuông, dân số thời điểm ngày 1 tháng 1 năm 2000 là 11300 người. Trung tâm của huyện đóng ở Uzlovaya.